# Kaposi's sarcoma
Kaposi's sarcoma (/kəˈpoʊsiːz sɑːrˈkoʊmə/; gọi tắt là KS) là một dạng ung thư gây ra bởi virus HHV8 (human herpesvirus 8), hay còn được gọi là virus KSHV (Kaposi's sarcoma-associated herpesvirus) hay tác nhân KS. Nó ban đầu được mô tả bởi Moritz Kaposi, một bác sĩ da liễu người Hungari thực hành tại trường Đại học Viên vào năm 1872. Kaposi's sarcoma trở nên được biết đến rộng rãi như là một trong những triệu chứng lâm sàng để xác định HIV/AIDS trong thập niên 80 của thế kỷ 20. Đây là một trong số những kiểu ung thư hiếm hoi gây ra bởi một loại virus. Loại virus này đã được khám phá vào năm 1994. Mặc dù cho đến nay nguyên nhân gây ra KS đã được biết đến từ lâu, tuy nhiên vẫn tồn tại sự thiếu nhận thức phổ biến về căn bệnh này ngay cả ở những người có nguy cơ lây nhiễm cao.
Kaposi's sarcoma (KS) là một bệnh toàn thân biểu hiện với các tổn thương da có hoặc không liên quan đến những bộ phận bên trong cơ thể. Nó được phân ra thành bốn nhóm mô tả như sau: KS cổ điển - tác động đến những người đàn ông trung niên gốc Địa Trung Hải; KS đặc hữu Châu Phi; KS ở bệnh nhân có tình trạng suy giảm miễn dịch do liệu pháp điều trị; và KS có liên quan đến HIV/AIDS. Những tổn thương từ đỏ đến tím trên da được thấy ở bệnh nhân KS có một số hình thái như: chấm (dát, vết ban), đốm, mảng, nốt và vết nhô ra; các tổn thương này có thể là duy nhất, tập trung vào một vùng, hay lan tỏa ra nhiều điểm khác nhau trên cơ thể. Ngoài biểu hiện tác động chủ yếu trên da, KS còn có thể khởi phát ở khoang miệng, các hạch bạch huyết, và các cơ quan nội tạng. KS cổ điển có xu hướng lan chậm, biểu hiện ra các đốm ban đỏ hoặc tím ở chi dưới. KS đặc hữu châu Phi và KS liên quan đến AIDS thì xu hướng tích cực hơn. Những tổn thương do KS liên quan đến AIDS thường phát triển nhanh chóng thành các mảng và nốt tác động đến phần thân trên, mặt và niêm mạc miệng. Cách thức chẩn đoán có thể được thực hiện bằng cách làm sinh thiết mô, và nếu được chỉ định lâm sàng, thì soi chụp nội tạng là cần phải tiến hành.
Một khi những chẩn đoán đã được thực hiện, việc điều trị sẽ được dựa trên sự phân loại bệnh và dựa vào biểu hiện toàn thân hay cục bộ. Nếu là tổn thương cục bộ thì có thể áp dụng các phương pháp như liệu pháp lạnh, tiêm vào vết thương tổn một loại thuốc ức chế phân bào, alitretinoin gel (dùng để bôi ngoài), xạ trị, liệu pháp miễn dịch cục bộ, hay phẫu thuật cắt bỏ. Nếu là tổn thương da lan rộng hoặc liên quan đến nội tạng thì có thể cần phải truyền hóa trị bằng đường tĩnh mạch và miễn dịch trị liệu. Ngừng hoặc giảm các liệu pháp ức chế miễn dịch được khuyến cáo khi KS phát sinh trong bối cảnh suy giảm miễn dịch do quá trình điều trị. Tuy nhiên, với KS liên quan đến AIDS, liệu pháp kháng retrovirus hoạt tính cao (HAART) đã chứng minh được hiệu quả ngăn chặn; hay làm thoái hóa, hồi quy KS. Một số bệnh nhân AIDS đã hoàn toàn giải quyết được các thương tổn và giảm thời gian kéo dài trong khi vẫn đang tiếp tục áp dụng liệu pháp. Do đó, HAART được xem là phương pháp hàng đầu dành cho những bệnh nhân này, dù vậy họ vẫn có thể yêu cầu các cách điều trị khác vào cùng thời điểm.

## Phân loại

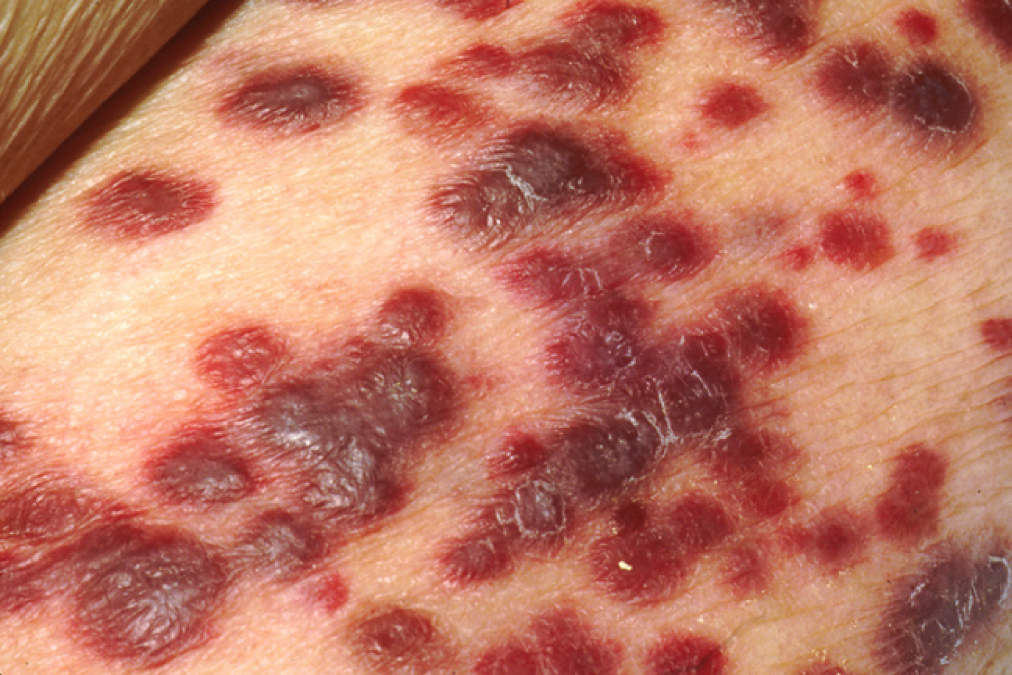
Một ví dụ biểu hiện dạng ung thư Kaposi's sarcoma

Virus HHV-8 là nguyên nhân chịu trách nhiệm cho tất cả mọi loại KS. Kể từ lần đầu tiên Moritz Kaposi mô tả khối u ác tính này, căn bệnh đã được báo cáo thành năm bối cảnh lâm sàng riêng biệt, với sự khác nhau về cách trình bày, quan điểm dịch tễ học, và những dự đoán.:599 Tất cả các dạng đều do lây nhiễm virus KSHV và chúng có những biểu hiện khác nhau của cùng một căn bệnh nhưng cách thức điều trị là không giống nhau.
- Kaposi sarcoma cổ điển, thường xuất hiện sớm trên các ngón chân và lòng bàn chân các chấm và đốm đỏ, hơi tím hay xanh đen; chúng lan rộng và hợp nhất lại thành các nốt hay mảng.[10]:599 Một tỉ lệ nhỏ số bệnh nhân có thể xuất hiện những tổn thương nội tạng. Trong hầu hết các trường hợp, việc điều trị bao gồm phẫu thuật loại bỏ tổn thương. Triệu chứng có xu hướng lan chậm và kéo dài, tác động đến đối tượng là nam giới cao tuổi từ vùng Địa Trung Hải, hay người gốc Đông Âu. Các quốc gia nằm sát quanh biển Địa Trung Hải có tỉ lệ trường hợp nhiễm virus KSHV/HHV-8 cao hơn phần còn lại của châu Âu.[11][12]
- KS đặc hữu, gồm hai loại. Mặc dù dạng này có thể hiện diện trên toàn thế giới, nhưng nó ban đầu được mô tả ở những người châu Phi trẻ, chủ yếu từ vùng Châu Phi hạ Sahara. Biến thể này không liên quan đến việc nhiễm HIV và nó diễn biến tích cực hơn với biểu hiện lan rộng trên da bệnh nhân.[13][14]
  - U hạch bạch huyết Kaposi sarcoma châu Phi (African lymphadenopathic Kaposi sarcoma), loại này diễn biến rất tích cực, xảy ra với trẻ em dưới 10 tuổi, biểu hiện có sự liên quan đến hạch bạch huyết, với có hoặc không tổn thương da.[10]:599 Những tổn thương này không liên quan đến việc lây nhiễm HIV.[15][16]
  - Kaposi sarcoma trên da châu Phi (African cutaneous Kaposi sarcoma), loại này biểu hiện với các nốt nhiễm trùng, các khối mạch máu trên tứ chi người bệnh. Hầu hết trường hợp là nam giới trong độ tuổi 20 đến 50, đặc thù là ở vùng nhiệt đới châu Phi.[10]:599 Những tổn thương này không liên quan đến việc lây nhiễm HIV.[15][16]

Miệng của một bệnh nhân HIV dương tính, với biểu hiện nấm Candida bao phủ trên vết thương tổn gây ra bởi Kaposi sarcoma.

- Kaposi sarcoma kết hợp với ức chế miễn dịch đã từng được mô tả, nhưng rất ít cho đến khi có sự ra đời của chất ức chế Calcineurin dành cho những bệnh nhân cấy ghép nội tạng vào thập niên 1980, khi đó tỷ lệ mắc bệnh này tăng lên nhanh chóng [chú thích 1]. Khối u phát sinh khi cấy ghép một cơ quan nội tạng đã bị nhiễm HHV 8 cho một người chưa từng tiếp xúc với virus hoặc người nhận cơ quan cấy ghép đã sẵn có virus từ trước.[17][18] Không giống với Kaposi sarcoma cổ điển, vị trí biểu hiện bệnh của loại này là đa dạng hơn.[10]:600

- Kaposi sarcoma kết hợp với AIDS, thường biểu hiện với các tổn thương da bắt đầu từ một hay một vài vết ban có màu từ đỏ đến tím đỏ, rồi nhanh chóng tiến triển thành các nốt nhú, nốt sần, và các mảng; với vị trí xuất hiện thiên về phần đầu, lưng, cổ, thân và các lớp niêm mạc nhầy. Trong những trường hợp nặng hơn, các vết thương tổn có thể được tìm thấy ở dạ dày, ruột, các hạch bạch huyết, và phổi.[10]:599 KS-AIDS đã kích thích được sự quan tâm lớn nhất như là một trong những căn bệnh đầu tiên có mối liên hệ với HIV/AIDS, và nó được mô tả lần đầu vào năm 1981.[19][20][21] KS-AIDS trên những bệnh nhân có AIDS là phổ biến gấp hơn 300 lần so với trên những bệnh nhân được ghép thận. Trong trường hợp này, HHV 8 lây truyền qua đường tình dục giữa những người cùng có nguy cơ nhiễm HIV qua đường tình dục.[22]

## Dấu hiệu và triệu chứng
Những tổn thương do KS là các nốt hoặc vết sưng có màu đỏ, tím, nâu hay đen; thường là nhô lên và sờ được.
Tuy chúng thường được tìm thấy trên da, nhưng việc lan rộng ra những bộ phận khác là phổ biến, đặc biệt là miệng, đường tiêu hóa và đường hô hấp. Tốc độ lan nằm trong phạm vi từ rất chậm cho đến cực nhanh, điều này liên quan chặt chẽ đến tình trạng của bệnh nhân và tỉ lệ tử vong.

### Da
Những khu vực thường bị tác động là chi dưới, lưng, mặt, miệng, và bộ phận sinh dục. Các thương tổn thường được mô tả giống như trên, nhưng đôi khi có thể giống phát ban (thường thấy ở lòng bàn chân) hoặc thậm chí bao gồm cả viêm loét dẫn đến hoại tử. Các vết sưng tấy liên quan có thể từ viêm nhiễm cục bộ hoặc tại hạch bạch huyết (các tổn thương làm tắc nghẽn mạch bạch huyết). Những tổn thương da có thể gây mất thẩm mỹ hoàn toàn cho bệnh nhân, điều này là nguyên nhân của rất nhiều chứng bệnh tâm lý xã hội.

### Miệng
Khoảng 30% trường hợp bệnh có triệu chứng ở miệng, và đây là vị trí biểu hiện ban đầu của 15% trường hợp KS liên quan đến AIDS. Ở trong miệng, vòm miệng cứng là nơi chịu tác động thường gặp nhất, tiếp đến là nướu. Tổn thương ở miệng có thể dễ dàng bị hư hại với việc nhai dẫn đến chảy máu hoặc nhiễm trùng thứ cấp, có thể gây trở ngại trong ăn uống hoặc nói.

### Hệ tiêu hóa
Tác động đến hệ tiêu hóa có thể phổ biến hơn với trường hợp cấy ghép nội tạng hoặc KS liên quan đến AIDS, đồng thời nó có thể xảy ra không đi kèm với tác động trên da. Những tổn thương hoặc là thầm lặng hoặc biểu hiện ra các triệu chứng như giảm cân, đau đớn, buồn nôn/nôn, tiêu chảy, chảy máu (hoặc nôn hay bài thải ra máu), kém hấp thu, tắc ruột.

### Hệ hô hấp
Biểu hiện là khó thở, sốt, ho,ho ra máu, đau ngực, hoặc tình cờ phát hiện khi chụp x quang lồng ngực. Phương thức chẩn đoán thường là xác định bằng soi phế quản, khi đó sẽ quan sát thấy trực tiếp các thương tổn; và thường được làm sinh thiết.

## Lây truyền
Tại châu Âu và Bắc Mỹ, KSHV lây truyền qua nước bọt. Do đó, hôn là một nhân tố lý thuyết tiềm ẩn nguy cơ lây lan bệnh. Tỉ lệ lây nhiễm là cao hơn giữa những nam giới gay và lưỡng tính. Một giả thuyết khác đề xuất rằng việc sử dụng nước bọt như là chất bôi trơn cho quan hệ tình dục có thể là một hình thức chủ yếu dẫn đến lây nhiễm. Lời khuyên thận trọng là sử dụng các chất bôi trơn thương mại khi cần thiết và tránh "hôn sâu" với đối tác tình dục, kể cả khi chưa biết tình trạng của họ ra sao.
Virus tác nhân còn có thể lây truyền qua cấy ghép nội tạng và truyền máu. Việc tiến hành xét nghiệm virus trước khi thực hiện các quy trình có khả năng hiệu quả hạn chế lây truyền do liệu pháp điều trị bệnh.

## Bệnh lý và chẩn đoán

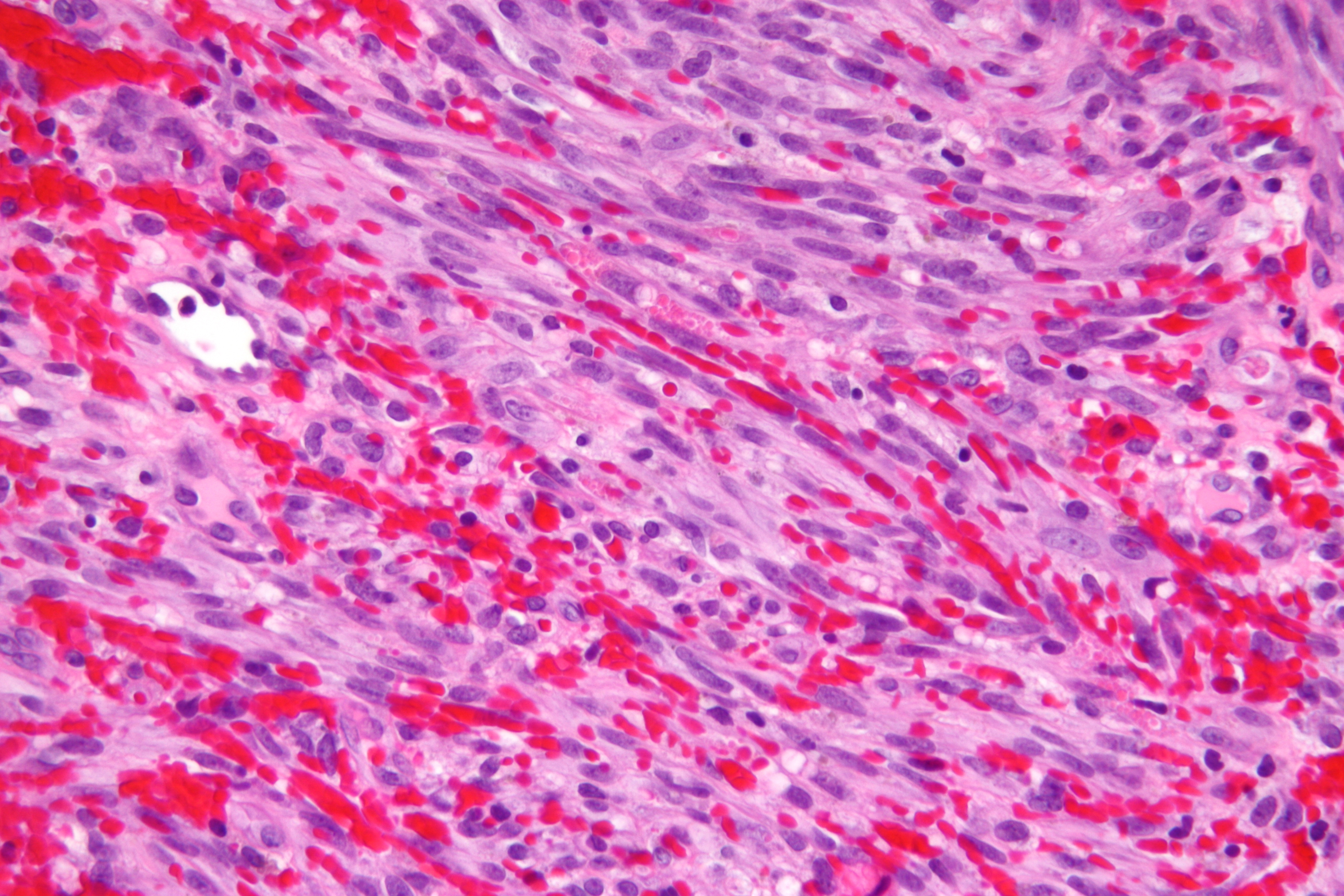
Ảnh hiển vi của Kaposi sarcoma thể hiện đặc điểm các tế bào hình thoi, mạch máu cao và những đống nội bào trong suốt. Nhuộm tiêu bản H&E.

Mặc dù có tên gọi như vậy, nhưng nhìn chung nó không được xem là một sacorma đúng nghĩa -là các khối u phát sinh từ mô trung mô. Vấn đề về sự hình thành mô của KS cho đến nay vẫn còn gây tranh cãi. Theo một số ý kiến, KS phát sinh như là một khối u của tế bào nội mô bạch huyết và hình thành nên các kênh mạch máu được lấp đầy với các tế bào máu, điều này đem lại cho các khối u đặc tính diện mạo giống như vết thâm tím. Protein KSHV đều được phát hiện thống nhất trong các tế bào ung thư KS.
Những tổn thương do KS chứa các tế bào ung thư với hình dạng thuôn dài bất thường đặc trưng, được gọi là tế bào hình thoi. Đặc điểm điển hình nhất của Kaposi sarcoma là sự hiện diện của các tế bào hình thoi hình thành nên các khe hở bao chứa các tế bào hồng cầu. Hoạt động phân bào chỉ diễn ra vừa phải và thường vắng mặt tính đa hình. Các mạch máu phân bố dày đặc bất thường và không đều, làm rò rỉ các tế bào hồng cầu vào các mô xung quanh và khiến cho khối u có màu tối. Viêm nhiễm quanh khối u có thể gây ra phù nề và đau đớn.
Virus HHV8 hiện diện trong gần như 100% các thương tổn Kaposi sarcoma, dù là dạng liên quan đến AIDS, cổ điển, đặc hữu, hay do điều trị.
Mặc dù KS có thể bị nghi ngờ từ sự xuất hiện những tổn thương và các yếu tố nguy cơ của bệnh nhân, việc chẩn đoán xác định chính xác chỉ có thể thực hiện bằng sinh thiết và kiểm tra bằng kính hiển vi. Việc phát hiện ra protein KSHV LANA trong các tế bào khối u sẽ khẳng định cho sự chẩn đoán.
Trong chẩn đoán phân biệt, dị dạng động tĩnh mạch, u hạt sinh mủ và những sự phát triển mạch máu khác soi bằng kính hiển vi có thể nhầm lẫn với KS.

## Phòng chống
Xét nghiệm máu để phát hiện các kháng thể chống lại KSHV đã được phát triển và có thể được sử dụng để xác định việc một người có nguy cơ lây nhiễm cho bạn tình của họ, hay việc một cơ quan bị lây nhiễm trước khi cấy ghép. Tuy nhiên, những thử nghiệm này không có sẵn trừ được dùng như một công cụ nghiên cứu, và, do đó, có rất ít sự sàng lọc cho những người có nguy cơ bị nhiễm KSHV, chẳng hạn như những người chuẩn bị thực hiện một ca cấy ghép.

## Điều trị
Karposi sarcoma là không thể chữa khỏi, nhưng nó thường có thể điều trị trong nhiều năm. Với KS liên quan đến suy giảm miễn dịch hay ức chế miễn dịch, điều trị các nguyên nhân gây ra các rối loạn chức năng hệ thống miễn dịch có thể làm chậm hoặc ngăn chặn sự tiến triển của KS. Trong số 40% hoặc hơn những người bị Kaposi sarcoma liên quan đến AIDS, các tổn thương sẽ thu hẹp lại trong lần đầu áp dụng liệu pháp kháng retrovirus hoạt tính cao (HAART). Tuy nhiên đối với những trường hợp như vậy, ở một tỷ lệ phần trăm nhất định nào đó Kaposi sarcoma có thể phát triển trở lại sau một số năm điều trị bằng phương pháp đó, đặc biệt nếu virus HIV không bị ức chế hoàn toàn.
Với những trường hợp có một vài tổn thương cục bộ thì có thể điều trị bằng các biện pháp cục bộ như xạ trị hay phẫu thuật lạnh. Có bằng chứng không rõ ràng cho thấy việc áp dụng hóa trị kết hợp kháng retrovirus là hiệu quả hơn so với sử dụng từng phương pháp riêng lẻ. Nhìn chung, phẫu thuật là không được khuyến khích, khi Kaposi sarcoma có thể xuất hiện ở mép của vết thương. Nếu bệnh lan rộng hơn, hoặc tác động đến cơ quan nội tạng bên trong, thì điều trị bằng liệu pháp toàn thân với các thuốc như interferon alpha, liposomal anthracyclines (như Doxil) hay paclitaxel.

## Vấn đề nhận thức
Báo cáo nêu ra cho thấy chỉ có 6% trong tổng số những nam giới có quan hệ tình dục với nam nhận thức được rằng nguyên nhân gây ra KS là bởi một loại virus khác với HIV. Do vậy, ít có những nỗ lực cộng đồng trong việc phòng tránh lây nhiễm virus KSHV. Tương tự như vậy, vấn đề sàng lọc có hệ thống các cơ quan nội tạng hiến tặng đã không được đặt ra.
Đối với những người có AIDS, Kaposi sarcoma được cho là một dạng nhiễm trùng cơ hội, một căn bệnh có thể chiếm được chỗ đứng trong cơ thể bệnh nhân khi hệ miễn dịch suy yếu. Với sự bùng phát của đại dịch HIV/AIDS tại châu Phi, nơi mà virus KHSV lan rộng, KS đã trở thành một trong những loại ung thư thường xuyên được báo cáo đến nhất tại một số quốc gia thuộc châu lục này.
Bởi vì bản chất rất dễ thấy, các tổn thương ngoài da đôi khi là biểu hiện triệu chứng của AIDS. Kaposi sarcoma đã đi vào nhận thức của cộng đồng nhờ bộ phim Philadelphia, trong đó nhân vật chính đã bị sa thải sau khi anh ta bị nhân viên của mình phát hiện dương tính với HIV nhờ các tổn thương dễ quan sát. Vào thời điểm mà các tổn thương do KS xuất hiện, nhiều khả năng hệ miễn dịch đã bị suy yếu trầm trọng.